# Fred Mario Ernst
Fred Mario Ernst, conocido con los apodos de Fredy y de El Mormón fue un guerrillero militante de Montoneros que nació en Villa Mercedes, provincia de San Luis el 6 de noviembre de 1941 y fue asesinado luego de ser secuestrado en Córdoba en julio de 1975.Al momento de fallecer estaba casado, con dos hijos.

## Carrera política
Estudió Ingeniería Química en la Facultad de Ingeniería Química de la Universidad Nacional del Litoral, llegando a graduarse como ingeniero y a ser profesor adjunto de Termodinámica de su facultad, y allí comenzó a militar en el Ateneo Santa Fe que se había originado en el Colegio Mayor de esa ciudad y llegó a presidirlo.
Luego de la caída de Perón, la Iglesia católica organizó casas para alojar a estudiantes universitarios que eran conocidas como "Colegios Mayores", y su espacio físico era aprovechado para dictar, por fuera de las carreras de grado, conferencias y cursos sobre temas políticos, económicos y sociales favoreciéndose el debate de ideas, que muchas veces era canalizada hacia la actividad política. Tanto en Santa Fe como en Córdoba, sectores integralistas hicieron un pasaje gradual hacia un nacionalismo revolucionario identificado con el peronismo, a partir de la idea de compromiso con los pobres, y la evidencia de que en la Argentina estos sectores eran mayoritariamente peronista.
El Ateneo Santa Fe tomó un lugar relevante en los debates que por entonces se daban dentro del catolicismo; en mayo de 1964 convocó a una reunión de humanistas, integralistas, ateneístas y social cristianos, entre otras corrientes, en la cual hubo coincidencia en la necesidad de un "cambio de estructuras", si bien diferían en cuanto a  considerar o no compañeros de lucha a los sectores que no eran cristianos. Ese año el Ateneo Santa Fe, al igual que el integralismo cordobés, decidió ocupar las facultades en adhesión al Plan de Lucha de la CGT.
En el proceso de acercamiento hacia las posiciones del peronismo de izquierda tuvo un papel relevante el Colegio Mayor vinculado a la Facultad de Ingeniería Química que estaba presidido por Ernst, un estudiante al que por su ascetismo y compromiso con sus ideales y a la parquedad con que a veces se expresaba –que no afectaba la importante influencia que tenía sobre sus compañeros- fue conocido por sus compañeros como “El Mormón”. Algunos de los que lo acompañaban en su militancia eran los estudiantes Ricardo René Haidar, Roberto Rufino Pirles, Osvaldo Agustín Cambiasso, Raúl Clemente Yagger, Raúl Braco, Juan Carlos Menesses, Marcelo Nívoli y Carlos Legaz, a los que luego se sumó, entre otros, Fernando Vaca Narvaja.
Fue uno de los organizadores de Montoneros en Santa Fe y también tenía a su cargo la jefatura militar. Tenía una 
ladrillería, que era un emprendimiento de la Organización en el que participaban otros militantes para recaudar 
fondos. Fue detenido en 1970 y salió al  año siguiente y se le encomendó la organización de Montoneros en Rosario. Después que esta ciudad el 10 de abril de 1972 un comando conjunto de las organizaciones guerrilleras Ejército Revolucionario del Pueblo (ERP) y Fuerzas Armadas Revolucionarias (FAR) asesinó en la misma acción al general Juan Carlos Sánchez y a Elcira Cucco de Araya, una mujer, que atendía un quiosco de diarios y revistas en la esquina de Alvear y Córdoba, Ernst cuando fue detenido junto a René Oberlín rsultando heridos en el tiroteo que se produjo al intentar escapar.
Estuvo preso en Resistencia y en Rawson y recién recobró la libertad el 25 de mayo de 1973 merced a la amnistía aprobada al asumir la presidencia Héctor José Cámpora. Continuó la militancia con el cargo de Oficial primero en su organización y vivía en Río Ceballos en la provincia de Córdoba en una casa que se utilizaba para reuniones con militantes. El 16 de julio de 1975 fue reconocido por la policía en la calle en Córdoba y detenido luego de un tiroteo. El 19 de julio  sus restos aparecieron en la localidad cordobesa de Río Ceballos con signos de haber sido torturado.
Los integrantes de Montoneros que realizaron el Ataque al Regimiento de Infantería de Monte 29 de Formosa el 5 de octubre de 1975 denominaron “Fred Mario Ernst” al grupo atacante.
En su ciudad natal por ordenanza Nº 1362-o, del 20 de agosto de 2002, hay una calle con su nombre